# Michele Toma
Michele Toma (Roma, 9 agosto 1938) è un ex lottatore italiano.

## Biografia
Nato nel 1938 a Roma, gareggiava nella lotta greco-romana, nella classe di peso dei pesi gallo (57 kg).
Nel 1963 ha vinto la medaglia d'argento nei 57 kg ai Giochi del Mediterraneo di Napoli, battuto dal turco Ünver Beşergil.
A 26 anni ha partecipato ai Giochi olimpici di Tokyo 1964, nella lotta greco-romana, pesi gallo, vincendo il 1º turno per decisione contro il filippino Tortillano Tumasis, ma perdendo il 2º e il 3º, rispettivamente per decisione contro l'ungherese János Varga e per caduta contro il tedesco Fritz Stange. 
Nel 1969 ha vinto la medaglia di bronzo nei 62 kg agli Europei di Modena, arrivando dietro al turco Metin Alakoç e al tedesco occidentale Werner Hettich.

## Palmarès

### Europei
- 1 medaglia:
  - 1 bronzo (Lotta greco-romana 62 kg a Modena 1969)

### Giochi del Mediterraneo
- 1 medaglia:
  - 1 argento (Lotta greco-romana 57 kg a Napoli 1963)